# Acraea albimaculata
Acraea albimaculata är en fjärilsart som beskrevs av Sheffield Airey Neave 1904. Acraea albimaculata ingår i släktet Acraea och familjen praktfjärilar. Inga underarter finns listade i Catalogue of Life.